# Compuesto de cinco octaedros
| Compuesto de cinco octaedros            | Compuesto de cinco octaedros  |
| --------------------------------------- | ----------------------------- |
| (véase aquí un modelo 3D)               |                               |
| Tipo                                    | Compuesto regular             |
| Índice                                  | UC17, W23                     |
| Símbolo de Coxeter                      | [5{3,4}]2{3,5}                |
| Elementos (Como un compuesto)           | 5 octaedros: F=40, E=60, V=30 |
| Compuesto dual                          | Compuesto de cinco cubos      |
| Grupo de simetría                       | Icosaédrico (Ih)              |
| Subgrupo restringido a un constituyente | Piritoedral (Th)              |

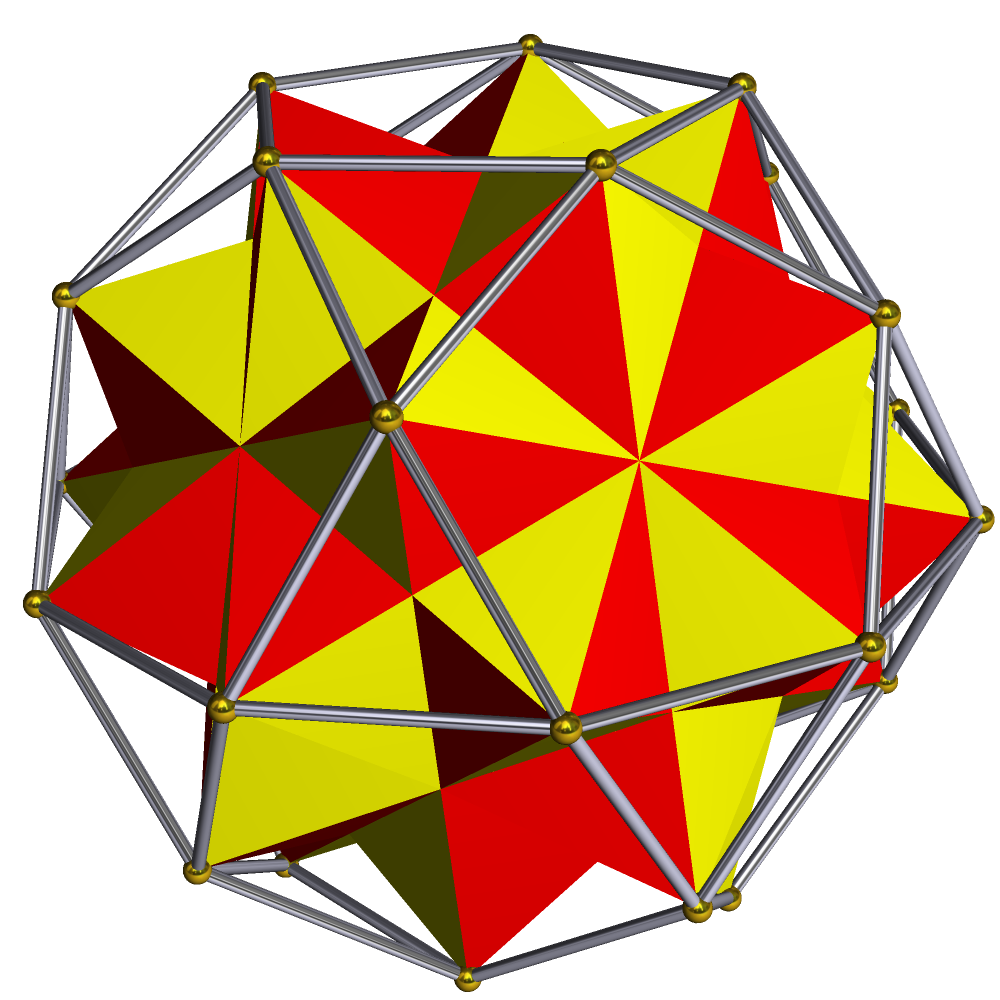
También es el facetado del icosidodecaedro

El compuesto de cinco octaedros es uno de los cinco poliedros compuestos regulares, que también puede verse como una estelación. Fue descrito por primera vez por Edmund Hess en 1876. Es único entre los compuestos regulares, debido a carecer de una envolvente convexa regular.

## Como una estelación
Es la segunda estelación de un icosaedro, y como tal figura con el índice 23 entre los modelos de poliedros de Wenninger.
Se puede construir mediante un triacontaedro rómbico piramidado, basado en rombos agregados a todas las caras, como se muestra en la imagen del modelo de cinco colores. Esta construcción no genera el compuesto de cinco octaedros regular, pero comparte la misma topología y se puede deformar hasta transformarse en el compuesto regular.
Tiene una densidad mayor que 1.
| Diagrama de estelación   | Núcleo de la estelación | Envolvente convexa |
| ------------------------ | ----------------------- | ------------------ |
| Facetas de la estelación | Icosaedro               | Icosidodecaedro    |

## Como un compuesto
También puede verse como un politopo compuesto de cinco octaedros dispuestos según un patrón de simetría icosaédrica (Ih).
Las proyecciones esférica y estereográfica de este compuesto tienen el mismo aspecto que las del hexaquisicosaedro, pero los vértices del sólido convexo en los ejes de simetría de 3 y 5 módulos (gris en las imágenes que figuran a continuación) corresponden solo a cruces de aristas en el compuesto.
| Poliedro esférico                                                                               | Proyecciones estereográficas | Proyecciones estereográficas | Proyecciones estereográficas |
| Poliedro esférico                                                                               | 2-lóbulos                    | 3-lóbulos                    | 5-lóbulos                    |
| ----------------------------------------------------------------------------------------------- | ---------------------------- | ---------------------------- | ---------------------------- |
|                                                                                                 |                              |                              |                              |
|                                                                                                 |                              |                              |                              |
| El área en los círculos negros de abajo corresponde al hemisferio frontal del poliedro esférico |                              |                              |                              |

Reemplazar los octaedros por tetrahemihexaedros genera el compuesto de cinco tetrahemihexaedros.

## Otros compuestos de cinco octaedros
También existe un segundo compuesto de cinco octaedros, con simetría octaédrica. Se puede generar agregando un quinto octaedro al compuesto de cuatro octaedros estándar.